# Sosxetra agatha
Sosxetra agatha är en fjärilsart som beskrevs av Heinrich Benno Möschler 1880. Sosxetra agatha ingår i släktet Sosxetra och familjen nattflyn. Inga underarter finns listade i Catalogue of Life.